# SAPPHIRE
SAPPHIRE (Stanford AudioPhonic PHotographic IR Experiment, auch Navy-OSCAR 45) war ein Studentensatellit der Stanford University.
Der Satellit wurde am 30. September 2001 zusammen mit Starshine 3, PICOSat und PCSat auf einer Athena-1-Rakete im Kodiak Launch Complex in Alaska gestartet.
Sein Zweck war die Ausbildung von Studenten, der Betrieb eines Infrarot-Sensors, einer Digitalkamera, eines Sprachsynthesizers und ab 2002 der Betrieb eines APRS-Digipeaters. Weiterhin diente er zur Ausbildung von Midshipmen der United States Naval Academy im Bereich der Satellitenkontrolle.
Die Mission des Satelliten endete Anfang 2005.

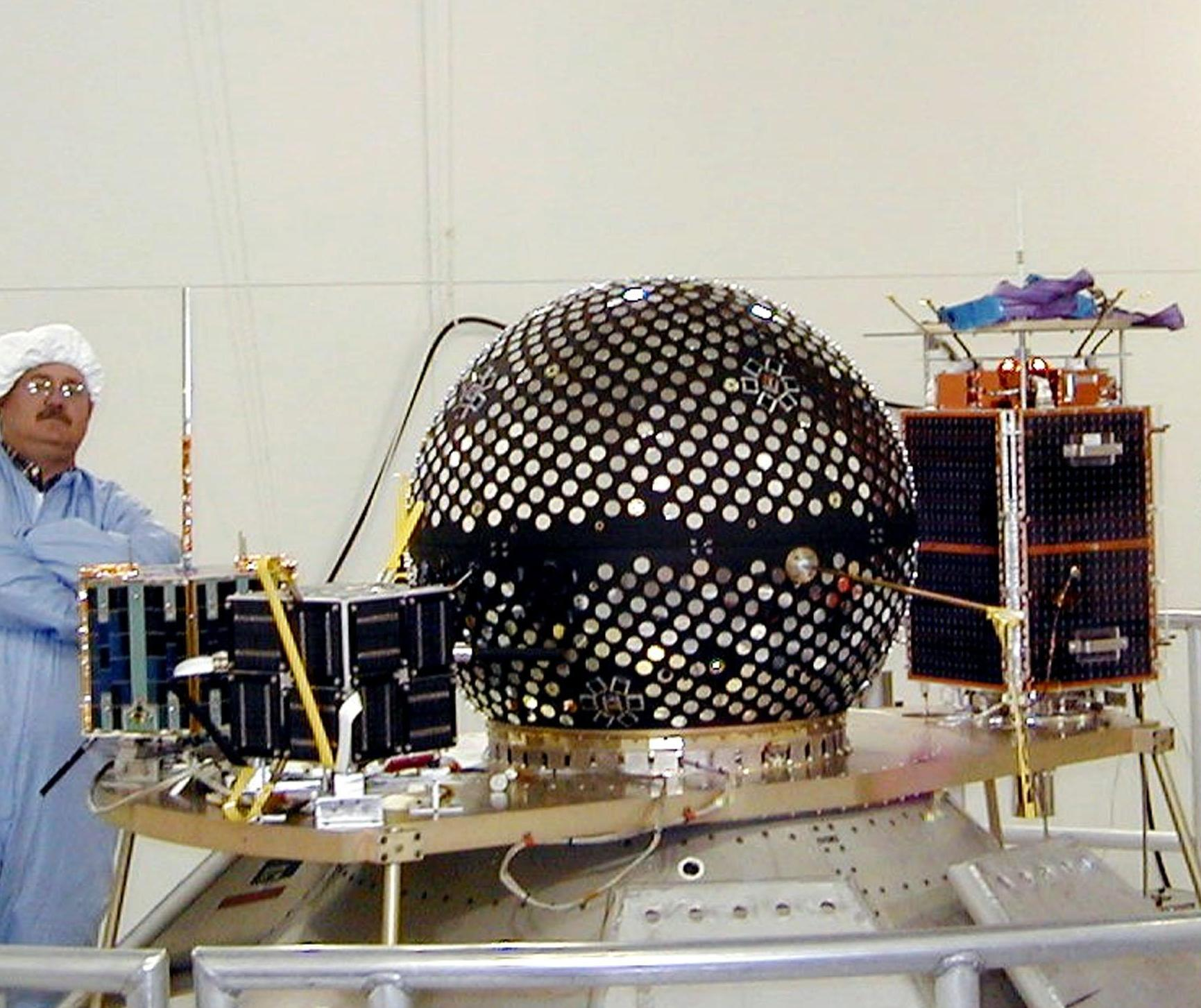
SAPPHIRE (ganz links) und die anderen Nutzlasten der Kodiak-Star-Mission bei den Startvorbereitungen
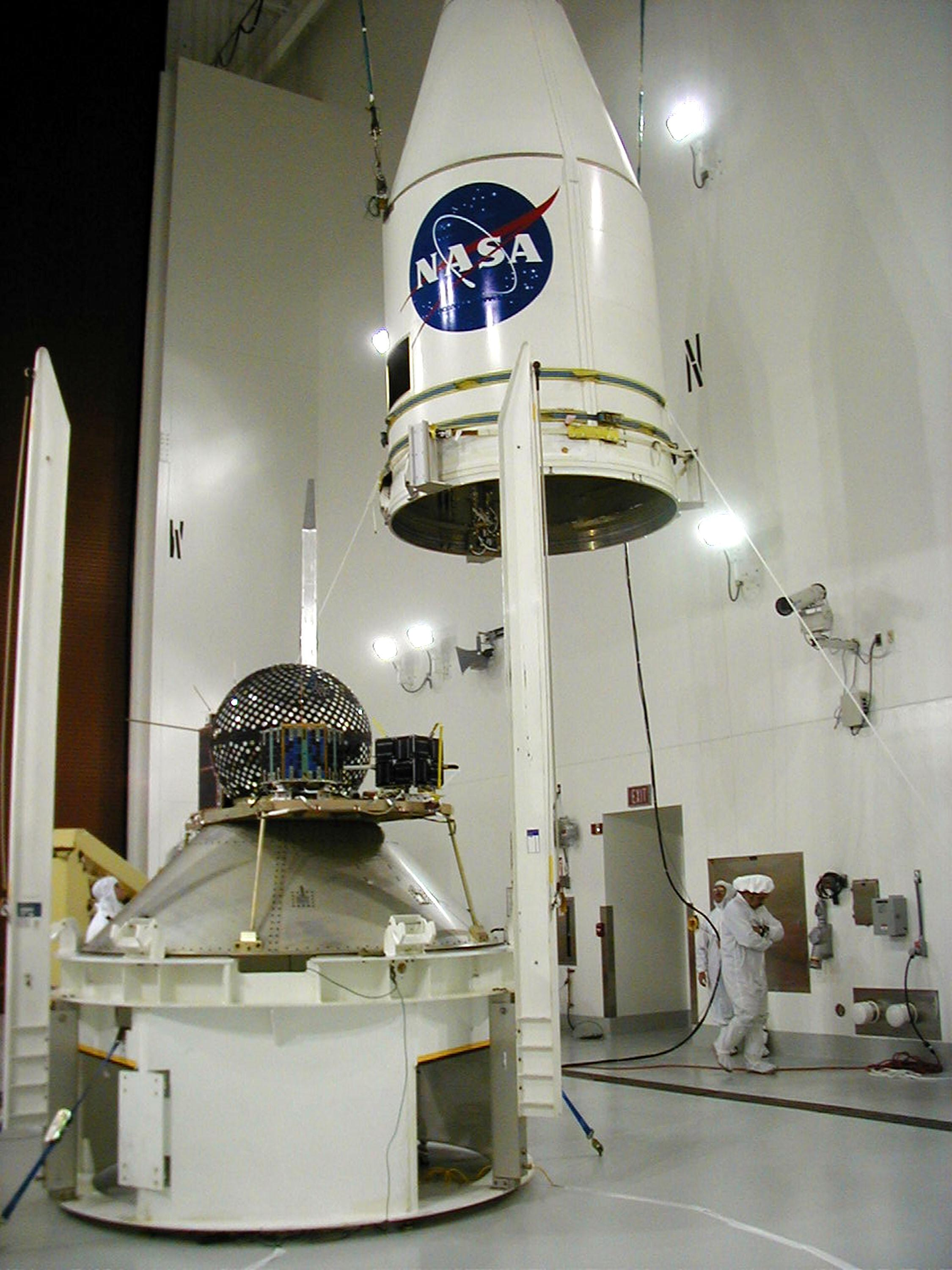
SAPPHIRE (Vordergrund) und die anderen Nutzlasten der Kodiak-Star-Mission bei den Startvorbereitungen
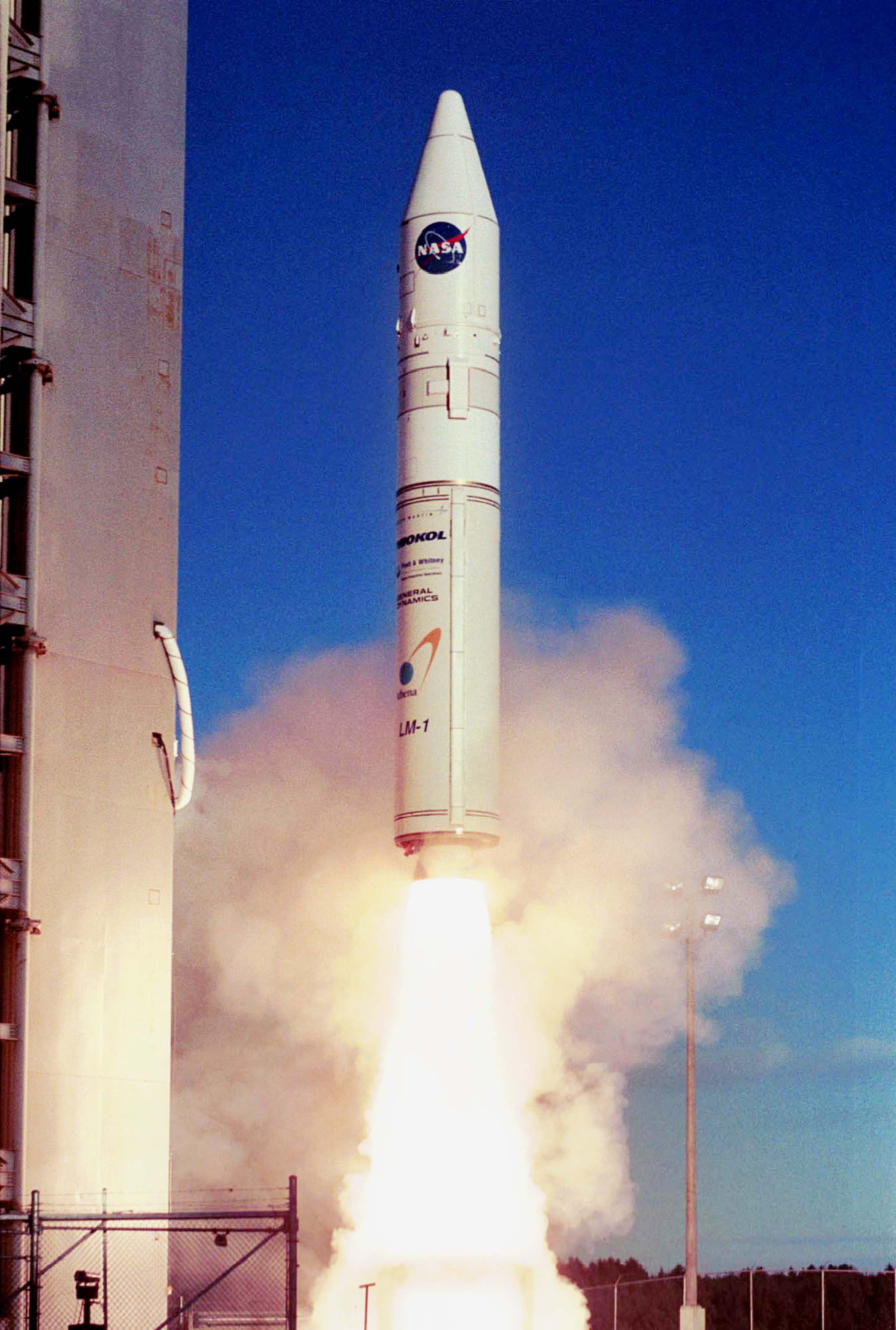
Start der Athena-1 mit SAPPHIRE